# 巴什波祖克 (热罗姆)
巴什波祖克（Bashi-Bazouk） 是法国艺术家让-莱昂·热罗姆的一幅油画，创作于1868-1869年，描绘一名黑皮肤的巴什波祖克（奥斯曼帝国的非正规军，以残暴、抢劫和缺乏纪律而臭名昭著）。1868年，热罗姆前往近东旅行，获得了画中所见的服装。这些士兵没有薪水，也没有标准化的制服，因此他们会身穿能买到的任何衣服。这是这幅画的一个关键点，巴什波祖克的野蛮名声与优质的丝绸服装，以及人物的高贵气质形成鲜明对比。这幅画现藏于大都会艺术博物馆。